# Litvínov (nádraží)
Litvínov je železniční stanice v jižní části města Litvínov v okrese Most v Ústeckém kraji ležící nedaleko Bílého potoka. Leží v km 55,306 elektrizované železniční trati Oldřichov u Duchcova – Litvínov. Před staniční budovou se nachází městské autobusové nádraží a tramvajový terminál. Dále se ve městě nachází zastávka Litvínov město, v těsné blízkosti nádraží.

## Historie

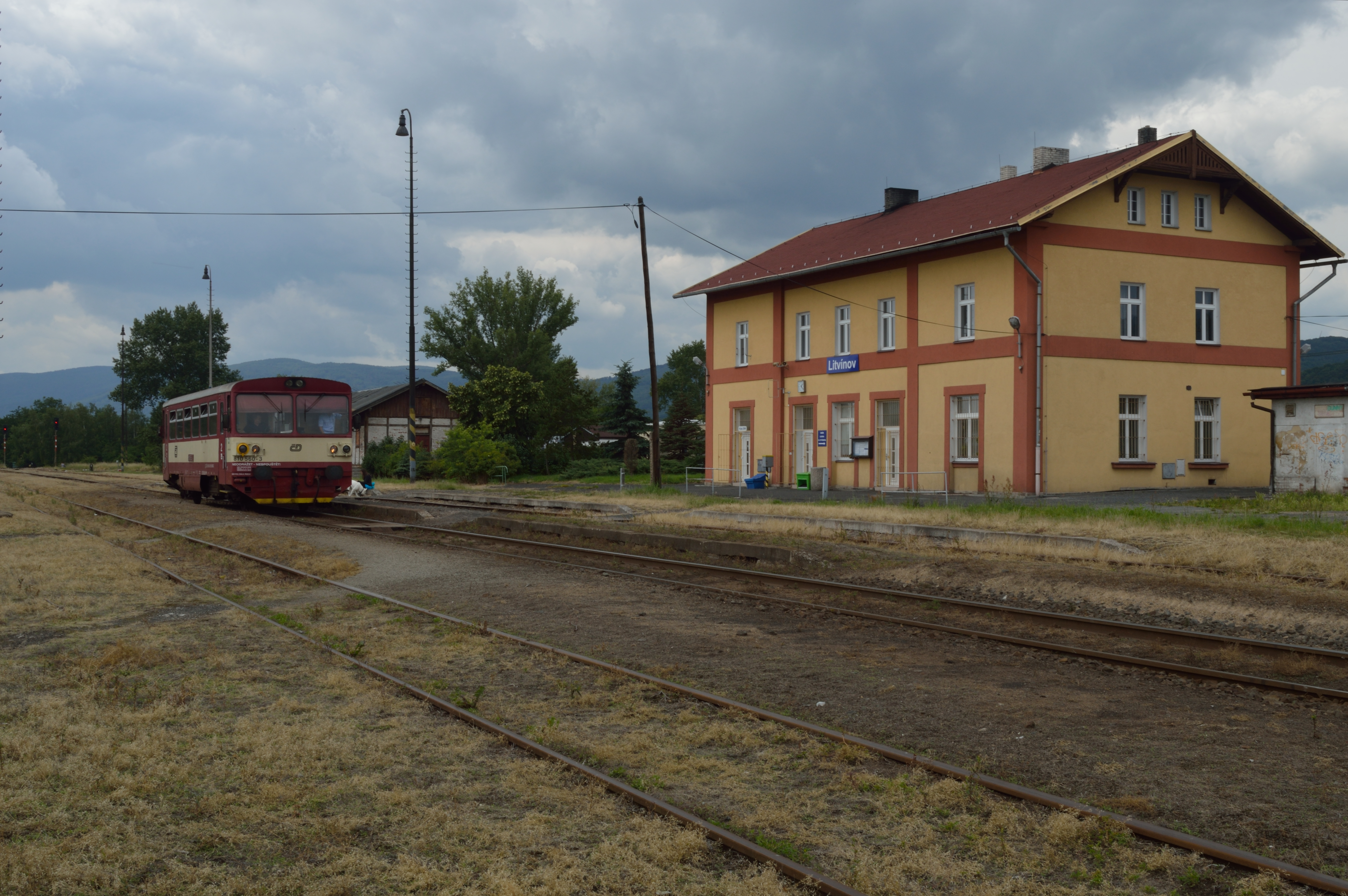
Nádražní budova v roce 2015

Železniční síť začala na Mostecku růst s rozvojem těžby hnědého uhlí. Jednopatrová stanice byla vybudována jakožto součást trati Duchcovsko-podmokelské dráhy (DBE) spojující Háj u Duchcova, Litvínov, Jirkov s vlastní nádražní budovou společnosti v Chomutově (později seřazovací nádraží), pravidelný provoz zde byl zahájen 19. prosince 1872. V rámci procesu zestátňování všech soukromých společností v Rakousku-Uhersku převzala roku 1892 provoz stanice společnost Císařsko-královské státní dráhy (kkStB), po roce 1918 pak správu přebraly Československé státní dráhy.
V důsledku těžby hnědého uhlí a rozšíření povrchového velkolomu Československé armády byl traťový úsek z Litvínova do Jirkova k 23. květnu 1972 odstaven z osobního provozu a litvínovské nádraží se tak stalo koncovou stanicí. Koleje pokračují asi ještě kilometr západním směrem, kde se nachází depo motorových železničních vozidel. Zbytek kolejového úseku do Jirkova byl částečně snesen či rozebrán.

## Popis
Ve stanici se nacházejí dvě dopravní a jedna manipulační kolej, nástup je možný pouze z vnějšího jednostranného nástupiště u koleje č. 1. V roce 2021 zde proběhla poslední etapa modernizace, a to oprava fasády výpravní budovy. Stanice není obsazena výpravčím a je řízena dálkově z Teplic v Čechách, případně z Louky u Litvínova.

## Provoz
- linka U3 Litvínov – Teplice v Čechách (interval 2 hodiny, ve špičkách pracovních dnů 1 hodina)

## Služby ve stanici a okolí
- osobní (vnitrostátní) pokladna
- čekárna
- WC
- Autobusový a tramvajový terminál